# Xã Ulysses, Quận Potter, Pennsylvania
Xã Ulysses (tiếng Anh: Ulysses Township) là một xã thuộc quận Potter, tiểu bang Pennsylvania, Hoa Kỳ. Năm 2010, dân số của xã này là 635 người.